# Gamma (album)
Gamma è il terzo album in studio del DJ francese Gesaffelstein, pubblicato nel 2024.

## Tracce
Musiche di Mike Lévy.
1. Digital Slaves – 1:54 (testo: Yan Wagner)
2. Hard Dreams (with Yan Wagner) – 2:50 (testo: Wagner)
3. Your Share of the Night – 3:09 (testo: Wagner)
4. Hysteria – 1:55
5. The Urge – 2:24 (testo: Wagner)
6. Mania – 2:35
7. Lost Love – 2:33 (testo: Wagner)
8. The Perfect – 2:24 (testo: Wagner)
9. Psycho – 2:04
10. Tyranny – 2:38
11. Emet – 2:40